# Diakonische Stiftung Ummeln
Die Diakonische Stiftung Ummeln (bis November 2015 Evangelische Stiftung Ummeln) und deren Tochtergesellschaften betreiben Einrichtungen und Dienste der Eingliederungshilfe, der Jugendhilfe und der Pflege in Westfalen-Lippe und Süd-Niedersachsen. Die Stiftung wurde 1866 gegründet und ist einer der ältesten Träger diakonischer Arbeit in Nordrhein-Westfalen. Sie hat ihren Hauptsitz in Bielefeld und beschäftigt rund 700 Mitarbeitende.

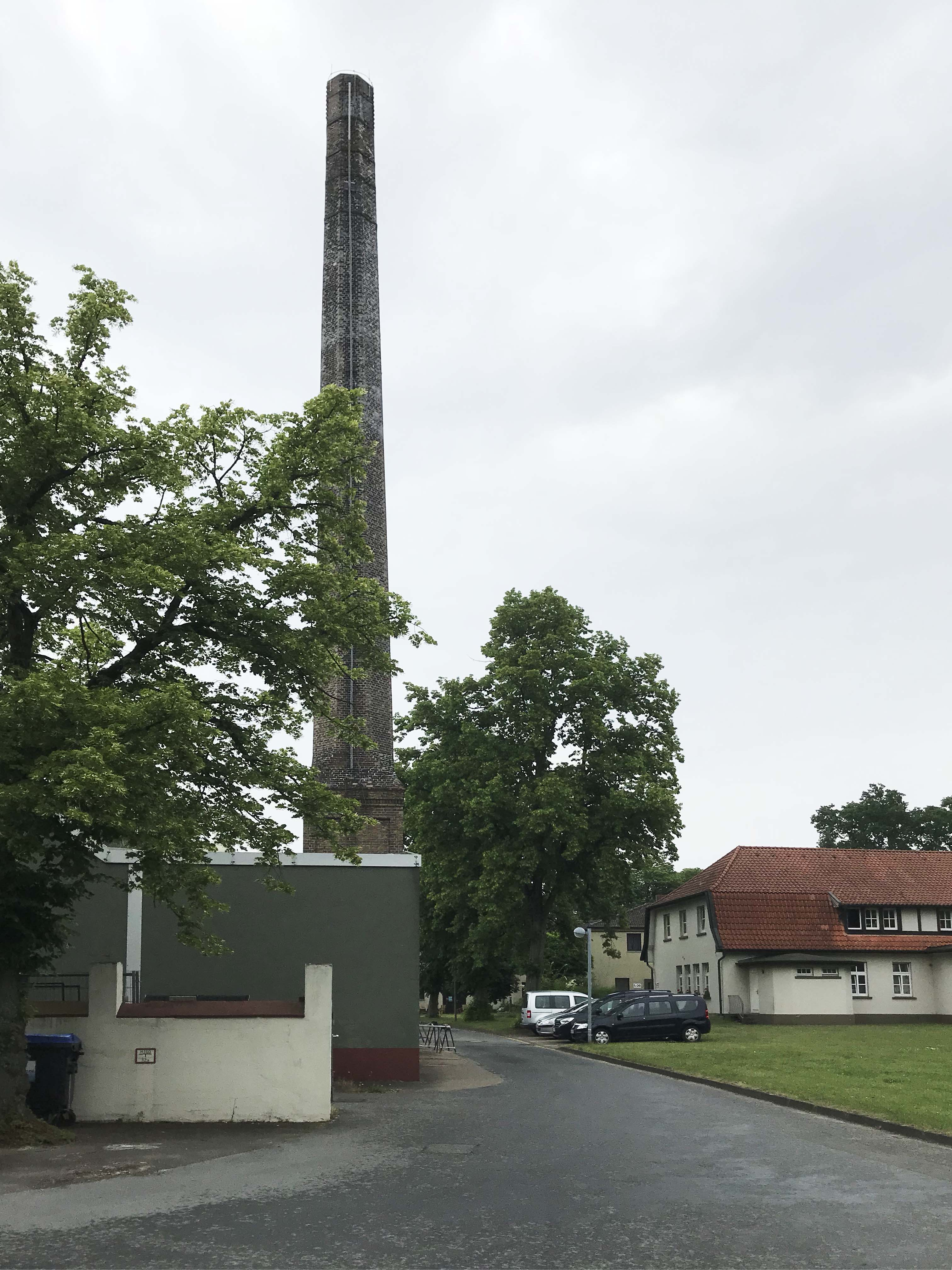
Diakonische Stiftung Ummeln 2018ː Wäscherei (links), Einrichtungsleitung (Mitte) und Haus Eichengrund (rechts). Der Ziegelschornstein wurde wenig später abgetragen.

## Geschichte
Die 1866 gegründete Einrichtung entwickelte sich im 20. Jahrhundert zu Erziehungsheimen für Mädchen und junge Frauen. Die Standorte dieser Arbeit waren Bad Lippspringe, Tecklenburg, Soest, Bielefeld-Ummeln und Werther (Westfalen). Das Männerasyl in Enger wurde bis 1974 als Männerheim weitergeführt. Die Erziehungsarbeit erfolgte gemäß den jeweils gültigen Erziehungsidealen und nach diakonischem Selbstverständnis durch Diakonissen des Diakonissenmutterhauses Sarepta/Bethel. Arbeit und Frömmigkeit galten als Grundvoraussetzungen für ein sittsames Leben; die Eingliederung in die Gesellschaft wurde durch Arbeitseinsätze bei benachbarten Bauern und in örtlichen Haushalten geleistet. Innerhalb der Einrichtungen wurden die jungen Frauen beschult und in hauswirtschaftlichen Fertigkeiten ausgebildet.
In den 1970er Jahren wurden die Erziehungspraktiken kritisch gesichtet und führten zur Neuausrichtung der Einrichtungen. Nach Ablösung der Diakonissen wurde die Erziehungsarbeit fortan mit sozialpädagogischer Ausrichtung geleistet. In Wiedenbrück wurde die Arbeit für die Menschen des Männerheimes Enger fortgeführt und zusätzlich dem Personenkreis von Menschen mit geistigen und seelischen Behinderungen geöffnet. In Werther/Westfalen und in Bielefeld-Ummeln entstanden neben dem Erziehungsheim Einrichtungen für Menschen mit seelischen und geistigen Behinderungen. Daneben verblieb in Bielefeld-Ummeln als jetzt einzige Erziehungseinrichtung die nun sogenannte Jugendhilfe Ummeln, die 50 Wohn- und Ausbildungsplätze für Mädchen und junge Frauen vorhielt. In den Folgejahren sind diese Einrichtungen und Dienste weiter entwickelt worden.

## Gegenwart
Zu Beginn des 21. Jahrhunderts präsentiert sich die Jugendhilfe als Anbieterin stationärer Hilfen für junge Frauen, junge Mütter und deren Kinder und für denselben Personenkreis, der in der eigenen Wohnung Unterstützung benötigt. Die Einrichtungen der Eingliederungshilfe bieten in differenzierten Wohn- und Lebensformen sowohl stationäre als auch ambulante Assistenz und sorgen so für gesellschaftliche Integration von Menschen mit Behinderungen. Seit 2014 gehören die FLEX GmbH, ein Träger der ambulanten Jugendhilfe, sowie das Briloner Internat am Rothaarsteig und die dortige Hans-Zulliger-Schule zur Diakonischen Stiftung Ummeln. 
Im Dezember 2015 nahm die Tochtergesellschaft Refugium gGmbH ihre Arbeit auf. Sie betreute an Standorten in Bielefeld, Borchen und Hameln unbegleitete minderjährige Flüchtlinge. Kooperationspartner der Diakonischen Stiftung Ummeln war das St. Johannisstift in Paderborn. Im Januar 2018 gab der Geschäftsführer Frank Plaßmeyer bekannt, dass die Refugium gGmbH abgewickelt wurde und somit die betreuten Standorte aufgelöst wurden. Grund dafür waren sinkende Nachfrage nach den Angeboten und Schwierigkeiten mit einigen Klienten. Das Haus des Standorts in Bielefeld wird zurzeit nicht genutzt, eine neue Nutzung wird entwickelt.
Anfang 2021 hat der neue Pflegedienst Diakonische Stiftung Ummeln Pflege gGmbH seine Arbeit aufgenommen. Er bietet zahlreiche Leistungen rund um die Pflege an, auch für Menschen mit Behinderung. Die Stiftung und ihre Tochtergesellschaften FLEX Eingliederungshilfe gGmbH, FLEX Jugendhilfe gGmbH und Diakonische Stiftung Ummeln Pflege gGmbH haben heute insgesamt etwa 700 Mitarbeiter. Sie bieten Raum für 540 Menschen in verschiedenen Wohnformen und Arbeitsmöglichkeiten für 250 Menschen mit Behinderung. Ambulant werden insgesamt mehr als 600 Menschen betreut.
Im Jahr 2016 feierte die Diakonische Stiftung Ummeln ihr 150-jähriges Bestehen und ist somit eine der ältesten diakonischen Einrichtungen in Nordrhein-Westfalen. Das Bestehen wurde mit rund 200 geladenen Gästen aus den Bereichen der Politik, Verwaltung, Wirtschaft und Diakonie gefeiert, die Feierlichkeiten fanden in der Ravensberger Spinnerei statt.
Im Februar 2018 war die Grundsteinlegung eines Wohnprojekts am Habichtweg (Schloß Holte-Stukenbrock), welches acht Appartements für ambulant betreutes Wohnen und 16 Wohnplätze für junge Erwachsene mit stationärem Betreuungsbedarf beinhaltet. Die Projektidee kam 2010 von der Stiftung als Bauherrin; deren Tochtergesellschaft FLEX Eingliederungshilfe gGmbH ist Trägerin der Einrichtung.
Ähnliche Einrichtungen wie in Schloss Holte-Stukenbrock hat die Diakonische Stiftung Ummeln in Borgholzhausen und in Versmold gebaut. Projekte in Bielefeld-Brackwede, Rheda-Wiedenbrück und Langenberg sollen folgen. Im Januar 2022 wurde in Verl eine neu gebaute Wohneinrichtung für Mutter/Vater-Kind bezogen. Damit wurde das Angebot der FLEX Jugendhilfe im Kreis Gütersloh ausgebaut.